# Enoploctenus maculipes
Enoploctenus maculipes là một loài nhện trong họ Ctenidae.
Loài này thuộc chi Enoploctenus. Enoploctenus maculipes được Embrik Strand miêu tả năm 1909.